# کوه‌پیماییان
کوه‌پیماییان (نام علمی: Orodrominae) نام یک زیرخانواده از راسته پرنده‌کفلان است.